# Пеликан (герб)
Пеликан (пол. Pelikan) — гласный польский шляхетский герб.

## Описание
В красном поле обращённый влево пеликан, кормящий кровью из своей груди птенцов. На шлеме три страусовых пера.

## Герб используют
Беттихер (Boetticher), Илляшевич (Illyashevich), Эллерт (Ellert), Фабрици (Fabrycy), Фольтанские (Foltanski), Герлее (Gerlee), Гофман (Гоффманн, Hoffmann), Имбрам (Imbram), Ягмины (Jagmin), князья и дворяне Коциел (Коцел, Kociel, Kociell), Лагинские (Lahinski), Лакинские (Lakinski), Мицинские (Micinski), Мецинские (Miecinski), Мурзы (Murza), Пеликаны (Pelikan), Пелькен (Pelken), Пизар (Pizar), Прошевичи (Prosciewicz, Proszczewicz, Prozczewicz), Роменвиль (Romainville), Рихтер (Rychter, Rychter Pelikanczyk), Чайковские (Рыбаковы), Шибицкие (Szybicki), Тугутт (Thugutt)